# 黑目文鯿
黑目文鯿（学名：Vimba melanops）为輻鰭魚綱鯉形目雅羅魚科的其中一種，分布於歐洲希臘愛琴海沿岸（色薩利、馬其頓和色雷斯）以及鄰近的保加利亞、北馬其頓和土耳其西北部淡水流域，體長可達32公分，棲息低地溪流或湖泊，屬雜食性，以植物及無脊椎動物為食，可做為食用魚。